# Новое рудное поле
Но́вое ру́дное по́ле — условное название группы железорудных месторождений в окрестностях Питкяранты, разрабатывавшихся конце XIX − начале XX века. На Старом рудном поле Питкяранты изначально велась разработка меди и олова, но истощение запасов этих элементов к 1890-м годам вынудило начать разработку магнетитовых руд. На вновь открытом рудном поле акционерным обществом «Ладога» было заложено три шахты: «Герберц-1», «Герберц-2» и «Валкиалампи». Они проработали до экономического кризиса 1903 года и дали в сумме 34 383 тонны магнетита. Наиболее крупная из них — «Герберц-1» — является достопримечательностью, её остатки имеют статус вновь выявленного объекта культурного наследия Республики Карелия.

## История
Добыча меди в Северном Приладожье велась с конца XVIII века, а в середине XIX века на Митрофановском заводе вблизи устья реки Койринйоки началась первая в России выплавка олова из касситерита, добытого в Питкярантских шахтах. Активизация в освоении Питкярантских недр способствовала развитию медеплавильного и олово-обогатительного производства. Однако к 1890-м годам оловянное и медное производство стало убыточным. Шахты, образующие Старое рудное поле Питкяранты, почти исчерпали запасы меди и олова и были переориентированы на добычу железной руды. В 1896 году финский геолог Отто Трюстедт в ходе проведения магниторазведочных работ к северу и востоку от Питкяранты обнаружил новые перспективные рудные поля. В то же самое время Питкярантские рудники и заводы перешли в собственность АО «Ладога», учредителями которого были Б. Герберц (B. Herberz) и А. Шварц (A. Schwartz). Их именами названы некоторые из вновь проложенных шахт по добыче магнетита. Группа из трёх новых шахт, расположенных в верхнем течении ручья Келиоя в 1,5 км от Питкяранты: «Герберц-1», «Герберц-2» и «Валкиалампи», — обычно упоминается как Новое рудное поле.
На Новом рудном поле неподалёку от шахт была построена небольшая обогатительная фабрика, на которой методом магнитной сепарации руда очищалась от посторонних примесей. На эту же фабрику поступало сырьё из рудников Хопунваары, с которыми фабрика была связана канатной дорогой. Также канатной дорогой фабрика была связана с железообогатительной фабрикой в Юляристиоя. После обогащения железорудный концентрат поступал в доменную печь в Маасууни (Масуки).
В 1903 году Питкярантские рудники и заводы приобрел Государственный банк Российской империи, но в этот момент в стране грянул экономический кризис, так что эти рудники и заводы пришлось закрыть.
К концу 1920-х годов горные работы в Питкяранте были окончательно прекращены, отчасти это было связано с недостатком древесного угля, так как большая часть лесных угодий была задействована лесопильными и целлюлозными заводами. В 1934−1938 годах финские геологи проводили работы по оценке глубоких горизонтов Питкярантских рудных полей, однако начавшиеся войны (сначала «зимняя», а потом Великая Отечественная) помешали планам возрождения рудной промышленности Питкяранты. В послевоенные годы Питкярантские рудники и заводы были окончательно закрыты.

## Герберц-1
61°35′05″ с. ш. 31°30′23″ в. д.

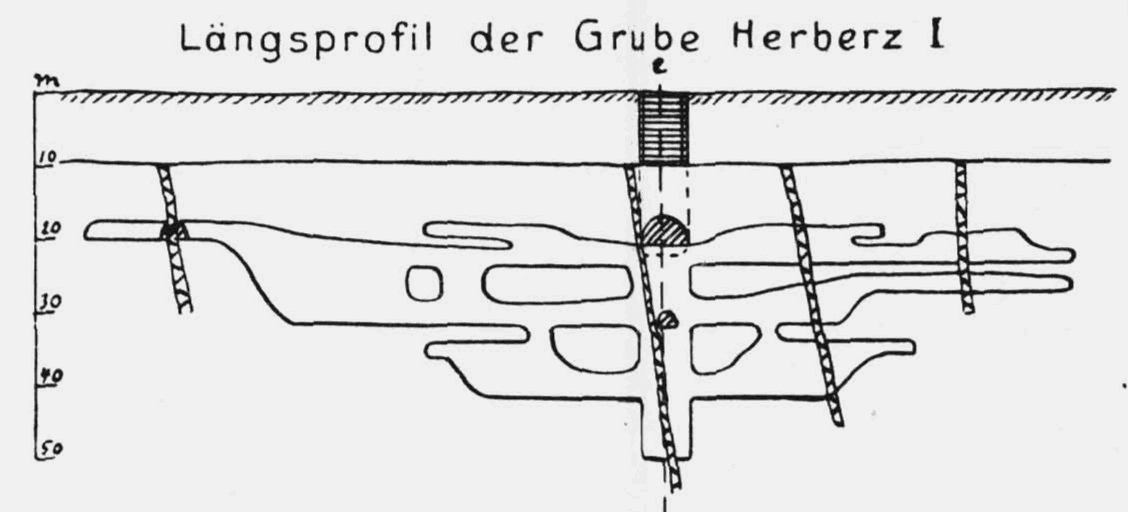
Профиль шахты «Герберц-1»

Самой крупной шахтой Нового рудного поля является рудник «Герберц-1», имеющий два вертикальных шахтных ствола глубиной 36 и 57 м, соединенных друг с другом квершлагом. Объектом выработки этой шахты стало небольшое рудное тело (мощность 0,5–1,5 м) в серпентинизированных скарнах верхнего карбонатного горизонта.
Добыча в шахте «Герберц-1» велась семь лет: с 1896 по 1903. За это время было добыто 31 345 тонн железной руды (магнетита).
В настоящее время оба шахтных ствола затоплены. Рядом с шахтами имеются отвалы пород, в которых встречаются магнетит, сфалерит-марматит, галенит, флюорит, кальцит и другие минералы.
В 2013 году была проведена государственная экспертиза техногенно-природного комплекса на месте шахты (устья двух стволов, отвалы пород, руины обогатительной фабрики), по результатом которой территория признана вновь выявленным объектом культурного наследия, памятником истории в ранге достопримечательного места.

## Герберц-2
61°35′01″ с. ш. 31°30′00″ в. д.

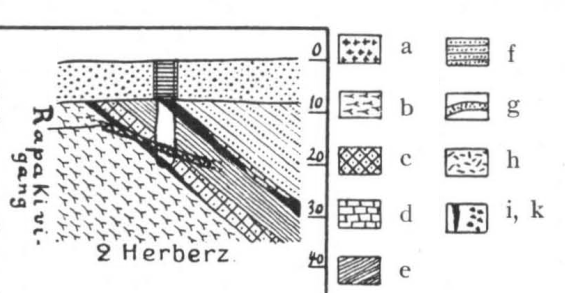
Профиль шахты «Герберц-2»

Шахта «Герберц-2» расположена в 440 м к юго-западу от шахты «Герберц-1». Глубина шахтного ствола составила 25 м. Объектом разработки являлось небольшое рудное тело в гранат-диопсидовых скарнах нижнего карбонатного горизонта на самом контакте с гранито-гнейсами.
Добыча магнетита в шахте «Герберц-2» велась всего два года — с 1899 по 1900 гг. За это время было добыто 619 тонн руды.
В настоящее время устье шахты находится на частной территории, завалено брёвнами и песком. Сохранились очень небольшие сильно заросшие отвалы, в которых, кроме магнетита, встречаются халькопирит, серпентин, гранат, эпидот, роговая обманка, флюорит, кальцит.

## Валкиалампи
61°35′25″ с. ш. 31°30′26″ в. д.
Шахта «Валкиалампи» (в финских источниках 1939 года — Валкеалампи) находится в 650 м к северу от рудника «Гербертц-1», на высоком берегу в 105 м к югу от ламбы, обозначенной на современных картах как Хярккёсенлампи. Объектом выработки было небольшое рудное тело в гранат-диопсидовых скарнах нижнего карбонатного горизонта питкярантской свиты, на контакте гранито-гнейсов и амфиболовых сланцев. Глубина шахтного ствола составила 36 м.. 
Разработка шахты велась три года — с 1896 по 1898 гг. За это время было добыто 2419 тонн магнетитовой руды.
В настоящее время устье шахты представляет собой воронку диаметром 5 м, засыпанную песком на глубине 6 м. В отвалах шахты, кроме скарнов с гранатом-меланитом и магнетитов, встречаются сфалерит, халькопирит, пирит, галенит, светло-зеленый диопсид, эпидот, роговая обманка,  зеленоватый мусковит, флюорит, кальцит, изредка — щётки кварца, в том числе бледно-красного аметиста.